# کفشک سپرپوزه
کفشک سپرپوزه (نام علمی: Peltorhamphus tenuis) نام یک گونه از سرده سپرپوزه است.